# Крістоф Фрідріх Яше
Крістоф Фрідріх Яше (15 жовтня 1780, Дрюбек — † 12 червня 1871, Ільзенбург) — німецький натураліст.

## Життєпис
Він навчався в Інституті гірничої справи та металургії в Берліні та їздив у навчальні поїздки за підтримки графа Крістіана Фрідріха Штольберг-Вернігероде. На повне задоволення графа він підготував опис металургійного заводу Лаухгаммер і території навколо Петерсвальдау з геогностичної точки зору. У результаті 6 березня 1802 року він був призначений комісаром графського металургійного заводу. 1 березня 1805 року граф Штольберг присвоїв йому посаду гірничого комісара для науково-технічної роботи з видобутку корисних копалин, особливо для управління залізорудними копальнями на Бюхенберзі біля Ельбінгероде, і переїхав там на квартиру. Там він пережив час вестфальської окупації. У 1819 році він був призначений директором металургійного заводу в Ільзенбурзі, і згодом залишив цю посаду.
Яше отримав ступінь доктора права. філ. і став членом Мінералогічного товариства Санкт-Петербурга, Асоціації природничих наук Гарца та Наукової асоціації Вернігероде. Крім того, він був членом-кореспондентом Єнського мінералогічного товариства та Товариства друзів природничих наук у Галле, а також членом Національної академії в Парижі.
У 1812 році Яше класифікував мінерали в кабінеті природної історії графа. Коли в 1812 році нову офісну будівлю, в якій знаходився цей кабінет, було продано, Яше переніс її на 2-й поверх правого крила притулку у Вернігероде.
Він залишив численні праці в галузі мінералогії та геології, а також такі великі колекції:
- ориктогностична колекція з 3126 шт
- геогностична колекція 950 шт
- колекція скам'янілостей, яка включає, серед іншого, Леопольд фон Бух витратив на нього кілька днів, склав 4150 примірників
- колекція твердокрилих 4700 екз
- колекція із 111 опудал птахів.

Ці колекції успадкував син Яше Роберт, який тоді був плавильником в Ільзенбурзі. Він продав їх графу Отто Штольберг-Вернігероде в 1871 році. На початку 1930-х років ця колекція була продана Прусському геологічному інституту в Берліні.

## Праці
- Anleitung zur Gebirgskunde nebst einer tabellarischen Übersicht der Gebirgsarten nach ihrer Struktur, Formation, Vorkommen, Übergang, Erzführung und Gebrauch. Zweite Ausgabe, Erfurt, Keyser, 1816.